# Anableps dowei
El Anableps dowei es una especie de pez de la familia de los cuatro ojos.

## Medio Ambiente o Clima
Agua dulce o salobre demersal. Clima tropical de 24 °C-28 °C.

## Longitud
Pueden alcanzar los 34 cm.

## Distribución
Desde el sur de México hasta El Salvador.